# Johnny Monaco
Johnny Monaco (Bartlett, ...) è un chitarrista e cantante statunitense.
Attualmente fa parte degli Enuff Z'Nuff.

## Carriera
Nel 1997 entra negli Enuff Z'nuff come chitarrista solista per sostituire l'uscente Derek Frigo.
Dal 2002, con l'uscita del frontman Donnie Vie dagli Enuff Z'nuff, Monaco ricopre anche il ruolo di cantante della band.
Nel 2007 è uscito il suo album solista Overrated.